# Tir ami

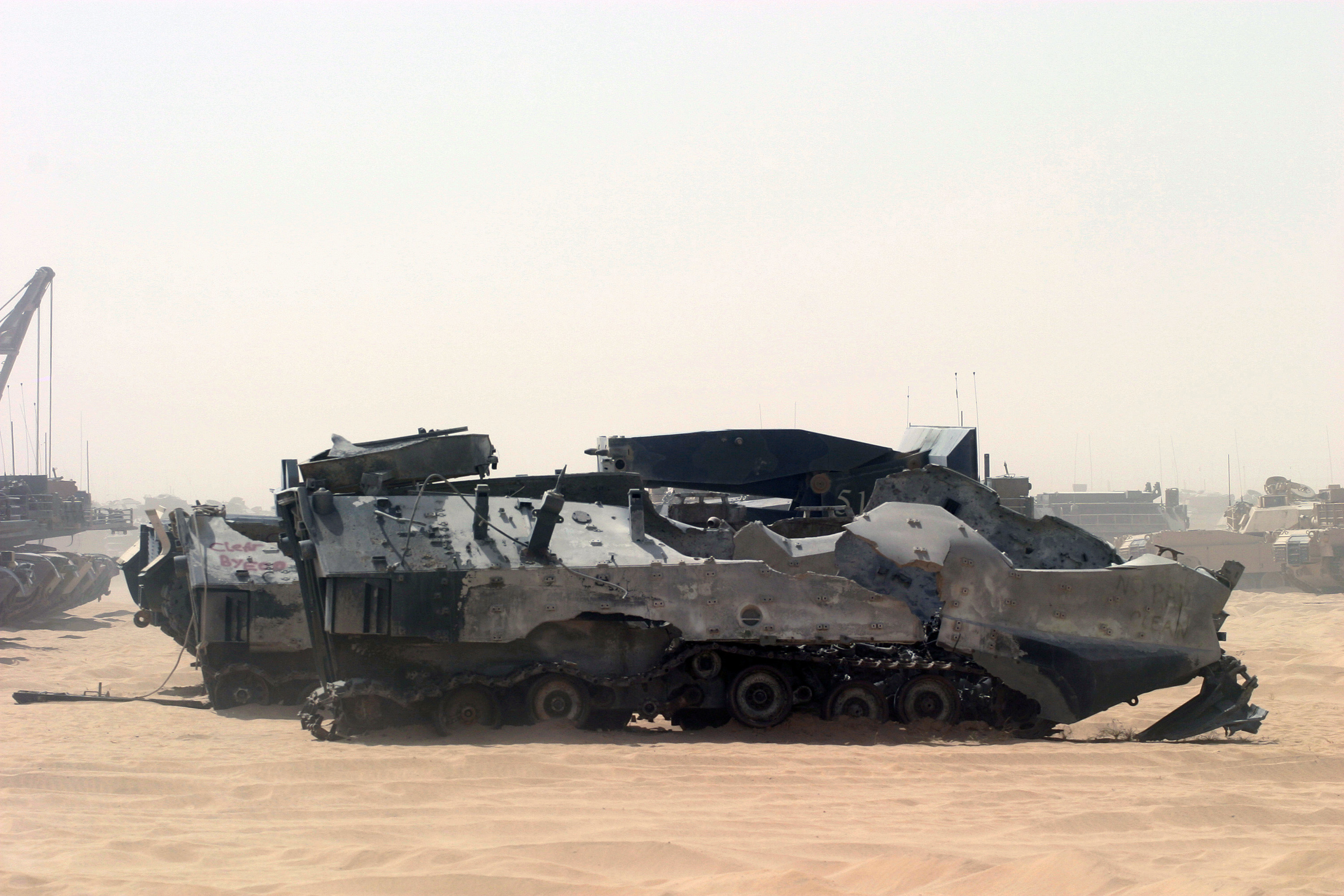
Un blindé américain AAV-7A1 en attente de rembarquement au Koweït en août 2003. Ce véhicule a été détruit par un tir ami durant l'opération Liberté irakienne.

Le tir ami,  feu ami, tir fraternel ou tir fratricide est un euphémisme militaire désignant le fait d'être touché par les tirs venant de son propre camp ou de ses alliés.

## Distinction
Dans la terminologie militaire américaine, également adoptée par certains de ses alliés, l'expression « tir ami » désigne uniquement le cas où un militaire est involontairement touché par ses alliés. Il peut avoir été identifié comme ennemi au moment du tir, et touché en visant juste, touché parce que le tir n'a pas atteint la cible visée ou touché par les retombées d'une attaque réussie sur celle-ci. 
Dans ce dernier cas, on peut aussi parler de « dommage collatéral », mais les dommages collatéraux incluent aussi les tirs touchant accidentellement des civils, et en pratique, la communication militaire parle de tirs amis pour les militaires touchés par erreur, et de dommages collatéraux pour les civils. 
Les bombes pour avions, obus d'artillerie et autres explosifs peuvent provoquer des pertes hors de la zone visée. Les obus classiques de 155 mm par exemple ont une probabilité d’erreur qui peut atteindre 106 m à 25 km de distance sur terrain plat (plus de 300 m sont évoqués en terrain montagneux) et un rayon létal d'environ 150 m.
Les tirs amis n'incluent pas les tirs volontaires entre soldats du même bord, soit à titre de sanction (dans le film Stalingrad, l'Armée rouge tire sur ses propres soldats battant en retraite malgré les ordres), soit lors de règlements de comptes personnels (fragging dans le jargon militaire américain).

## Proportion des tirs amis
Le taux de pertes dû à ces tirs fratricides est relativement important dans les grands conflits, d'où l'importance accordée aux moyens identification friend or foe dans les armées des pays développés.
Des études des forces armées des États-Unis ont indiqué les pourcentages de pertes dans ses rangs dues à des tirs amis durant les guerres et opérations suivantes :
- Première Guerre mondiale : 10 % des blessés au combat ;
- Seconde Guerre mondiale : 14 % des pertes totales ;
- Guerre de Corée : 7 % des pertes de la 25e division d'infanterie des États-Unis ;
- Guerre du Viêt Nam : Entre 11 et 14 % des pertes ;
- Invasion du Panama par les États-Unis : Entre 5 et 12 % des blessés au combat, 13 % des tués au combat ;
- Tempête du désert : 15 % des blessés au combat, 24 % des tués au combat. Sur les vingt M2 Bradley  détruits et huit autres endommagés durant les 4 jours d'offensive terrestre, 17 sont détruits et 3 endommagés par le feu ami[3].

Les chiffres donnés dans une étude de The American War Library sont cependant jusqu'à plusieurs fois plus élevés.
- guerre à Gaza depuis 2023: sur les 170 soldats israéliens ayant perdu la vie entre le 7 octobre 2023 et le 1er janvier 2024, 18 le sont par des tirs amis, sur un total de 29 causés par des erreurs opérationnelles (tirs amis, accidents, erreurs de manipulation d'explosifs,..) soit 17%[5].